# Incendio en El Bronx de 2022
El incendio en El Bronx de 2022 ocurrió en la mañana del 9 de enero de 2022 en Twin Parks North West, Site 4, un edificio de gran altura situado en El Bronx, un distrito de Nueva York (Estados Unidos). En el incendio murieron 17 personas (entre ellas 8 niños) y 44 personas resultaron heridas (32 con lesiones potencialmente mortales). De ellas 15 llegaron en estado crítico a los centros de salud.
Fue el tercer peor incendio residencial en los Estados Unidos en cuatro décadas, y el más mortífero en la ciudad de Nueva York desde el incendio del club nocturno Happy Land en 1990, que ocurrió cerca y cobró 87 vidas. El incendio del Bronx también fue el segundo incendio residencial importante en el Nordeste de Estados Unidos en menos de una semana, y ocurrió cuatro días después de que un incendio en una vivienda pública de Filadelfia provocara 12 muertes.
Los investigadores determinaron que el incendio fue causado por un calentador ambiental defectuoso. El humo se elevó a través del edificio como resultado de dos puertas de cierre automático defectuosas, lo que causó muertes en todo el edificio. El fuego se limitó en gran medida a un apartamento; todas las víctimas fatales se debieron a inhalación de humo, mientras que una docena de personas sufrieron quemaduras graves.

## Trasfondo
El edificio residencial de 19 pisos, Twin Parks North West, Sitio 4, tiene 120 apartamentos. Está ubicado en 333 East 181st Street cerca de la avenida Tiebout. Está en El Bronx y forma parte del segmento occidental de un proyecto de desarrollo de "sitio disperso" que abarca los vecindarios de Fordham, Tremont y East Tremont. Fue construido en 1972 como parte de un programa estatal para proporcionar viviendas asequibles. Fue ampliamente aclamado en ese momento como "la vanguardia del diseño urbano", aunque no cumplió con su promesa inicial.
En 1977, el New York Daily News informó que los edificios de la Corporación de Desarrollo Urbano (UDC), incluido el edificio que fue el lugar del incendio de 2022, tenían un cableado eléctrico deficiente que podría representar un riesgo de incendio. El origen del problema era que, bajo su mandato estatal, la UDC no estaba sujeta a los códigos de construcción y otras normas municipales, y podía emitir sus propios certificados de ocupación. Los inspectores de la Junta de Aseguradores de Incendios encontraron "infracciones de construcción de naturaleza eléctrica" en 333 East 181st Street y otro edificio en Twin Parks, junto con otras propiedades de UDC.
Twin Parks North West, Site 4, actualmente es propiedad y está operado por una asociación privada entre LIHC Investment Group, Belveron Partners y Camber Property Group, que lo compró junto con otros edificios del Bronx a principios de 2020. Los cofundadores de Camber incluyen a Rick Gropper, asesor de vivienda del alcalde Eric Adams.
En el momento del incendio de 2022, el edificio albergaba una gran población musulmana y de África Occidental, en particular muchos inmigrantes de Gambia, así como comunidades más pequeñas de Malí y Burkina Faso. La mayoría de los residentes gambianos y gambianoestadounidenses del edificio son de la misma ciudad de Allunhari, una comunidad de aproximadamente 5500 personas en la División Upper River de Gambia. Los gambianos de Allunhari comenzaron a mudarse al edificio hacia 1980.

## Los hechos
Justo antes de las 11 de la mañana, un calefactor eléctrico provocó un incendio en un apartamento dúplex en el segundo y tercer pisos. El sistema de alarma contra incendios del edificio se activó de inmediato. Aunque las primeras llamadas al 9-1-1 fueron realizadas por vecinos que escucharon las alarmas, algunos residentes afirmaron que las falsas alarmas eran comunes, y muchos creyeron inicialmente que no había fuego ni necesidad de evacuar.
El fuego en sí se limitó finalmente al apartamento dúplex y al pasillo adyacente, pero el humo denso impidió rápidamente la visibilidad de los ocupantes que escapaban. El humo se propagó rápidamente desde la puerta abierta de la unidad al resto del edificio, obstaculizando a otros residentes que intentaban evacuar. Algunos de ellos recordaron que las escaleras fueron especialmente letales durante el incidente, y una persona informó que "tropezó con cuerpos".
Dentro de los 3 minutos posteriores a la ignición, el Departamento de Bomberos de la Ciudad de Nueva York (FDNY) y otros servicios de emergencia comenzaron a llegar. Los rescatistas encontraron víctimas que sufrían de inhalación severa de humo en cada piso del edificio, algunas de ellas estaban en paro cardiorrespiratorio. El principal desafío para el progreso de los bomberos fue la enorme cantidad de humo, que se extendió por todo el edificio. Muchos de ellos continuaron trabajando a pesar del riesgo par su seguridad personal incluso después de agotar sus suministros de oxígeno.
Unos 200 bomberos respondieron, y el incidente finalmente se actualizó a un incendio de cinco alarmas. El fuego fue declarado bajo control a las 3:30 tarde Setenta y dos personas fueron trasladadas a hospitales locales, de las cuales 34 eran menores de 18 años.

## Víctimas
Diecisiete personas murieron, incluidos ocho niños, mientras que 44 personas resultaron heridas; 34 de las víctimas eran menores de 18 años. Alrededor de una docena de pacientes en estado crítico fueron transferidos a unidades especializadas en quemados en Manhattan, el condado de Westchester y el Bronx después de ser estabilizados en hospitales locales. Todas las muertes se debieron a la inhalación de humo, y los sobrevivientes también fueron tratados por eso.
Entre las víctimas se encontraba toda una familia de cinco inmigrantes gambianos, incluidos tres niños de entre 5 y 12 años, que huyeron de un apartamento en el último piso y se vieron abrumados por el humo. Otra familia perdió a cuatro miembros.
La identificación de los muertos se vio obstaculizada por muchos que no portaban identificación. La oficina del médico forense usó tatuajes, joyas corporales, arte de uñas y cicatrices con fines de identificación, así como para la comparación de ADN. El resultado fue un retraso en la identificación de las víctimas, especialmente los niños, pero todas las víctimas fueron identificadas al 12 de enero.

## Investigación
Los investigadores del FDNY determinaron que el incendio fue causado por un calefactor eléctrico. El dispositivo encendió un colchón después de haberlo dejado funcionando continuamente durante un "período prolongado". El 22 de enero, la Comisión de Seguridad de Productos del Consumidor estaba investigando si el calefactor había fallado. Un residente afirmó que las bajas temperaturas interiores eran un problema continuo que requería el uso adicional de calentadores de espacio. De hecho el edificio sufrió 3 quejas relacionadas con la calefacción en 2021, pero ninguna estaba pendiente en el momento del incendio. Las leyes de vivienda de la ciudad de Nueva York exigen que los propietarios mantengan una temperatura interior de al menos 20 °C durante el día, pero una encuesta de vivienda de 2017 estimó que casi el 27 % de los hogares en el vecindario de Fordham se calentaba con fuentes térmicas adicionales como calentadores de espacio.
El fuego (y la propagación inicial del humo) fue avivado por la puerta de la unidad involucrada que permaneció abierta después de que sus ocupantes escaparan. Si bien el edificio no tenía (ni estaba obligado a) tener rociadores antiincendio en la mayoría de las áreas, sí debía cumplir con una ley de la ciudad de 2018 que exige mecanismos de cierre automático en todas las puertas de los apartamentos en edificios que contienen más de tres unidades. Según los propietarios, el personal de mantenimiento revisó el mecanismo de cierre automático de la unidad involucrada en julio de 2021 y encontró que funcionaba correctamente. Tras el incendio, los investigadores lo hallaron inoperable, junto con los de varias otras puertas en todo el edificio. Entre los otros mecanismos fallidos se encontraba uno en la puerta de una escalera del piso 15; esta segunda puerta abierta creó un efecto de chimenea que aceleró la propagación del humo denso por el inmueble.

## Secuelas
En una conferencia de prensa posterior al incidente, el comisionado Daniel A. Nigro dijo que cuando ocurren incendios en edificios a prueba de fuego de gran altura, "las personas deben refugiarse en el lugar" y que "es más seguro estar en su departamento que salir y tratar de bajar por el escaleras y, a veces, en una situación mucho más peligrosa".
Eric Adams, el alcalde de la ciudad de Nueva York, anunció que las autoridades de la ciudad trabajarán para garantizar que se respeten los ritos islámicos de funeral, y se buscará a líderes musulmanes para ayudar con el proceso y ayudar a los residentes.
Múltiples organizaciones hablaron sobre el incendio y destacaron preocupaciones como la seguridad contra incendios y las medidas de prevención que no se han actualizado debido a que se construyeron antes de tales requisitos. Otras organizaciones usaron el calentador de espacio como punto de ignición para resaltar que se trata de edificios sin calefacción.
Un sobreviviente del incendio presentó una demanda el 12 de enero con el argumento de que la tragedia se pudo prevenir.
La cantante de rap Cardi B dijo que pagará los gastos de la repatriación y el funeral de los fallecidos en el incendio.
Los restos de 4 de las víctimas fueron repatriados a Gambia, a petición de sus familiares.